# Phaeostigma turcicum
Phaeostigma turcicum är en halssländeart som först beskrevs av H. Aspöck et al. 1981.  Phaeostigma turcicum ingår i släktet Phaeostigma och familjen ormhalssländor. Inga underarter finns listade i Catalogue of Life.